# ددوود (تكساس)
ددوود (بالإنجليزية: Deadwood, Texas)‏ هي unincorporated community of the United States of America تقع في الولايات المتحدة في مقاطعة بانولا (تكساس). يقدر عدد سكانها  وترتفع عن سطح البحر 81.08 متر.